# Говард, Джон
Джон Уинстон Говард (также Ховард, англ. John Winston Howard; род. 26 июля 1939) — премьер-министр Австралии с 11 марта 1996 по 3 декабря 2007 года. Он был вторым по длительности пребывания на посту австралийского премьер-министра (после сэра Роберта Мензиса).
Говард был членом Палаты представителей австралийских федеральных выборов 1974 года и австралийских федеральных выборов 2007, от штата Новый Южный Уэльс. Он служил Казначеем Австралии в правительстве Малькольма Фрейзера (1977—1983). Он был лидером Либеральной партии и Оппозиции (1985—1989), включая австралийские федеральные выборы 1987 года против Боба Хоука. Он был переизбран в качестве лидера оппозиции в 1995 году.
Говард привёл Либеральную партию Австралии и Национальную партию Австралии к победе на австралийских федеральных выборах 1996 года, победив Пола Китинга и Лейбористскую партию Австралии. Говард был переизбран на австралийских федеральных выборах 1998 года, австралийских федеральных выборах 2001 года и австралийских федеральных выборах 2004 года, председательствовал в период сильного экономического роста и процветания. Основные вопросы для правительства Говарда включали новое налогообложение трудовые отношения, иммиграцию, войну в Ираке и политику в отношении аборигенов. Коалиция правительства Говарда проиграла на австралийских федеральных выборах 2007 года лейбористской партии во главе с Кевином Раддом. Говард также потерял на выборах собственное место в парламенте.
Джон Говард выступает за сохранение монархической системы управления (Австралия находится под юрисдикцией английского короля).

## Юность

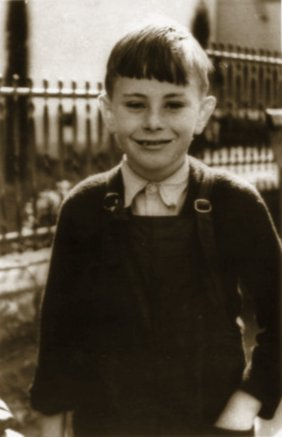
Джон Говард в детстве

Джон Говард — четвёртый сын Моны и Лиолла Ховарда. Его родители поженились в 1925 году. Его старший брат Стэнли родился в 1926 году, после чего Вальтер в 1929 году, и Роберт (Боб) в 1936 году. Лиолл Говард был поклонником Черчилля.
Говард вырос в Сиднее пригороде Эрлвуд в методистской семье. Его мать до замужества была офисным работником. Его отец и дед по отцовской линии, Вальтер Ховард, были ветеранами Первой мировой войны. Они выходцы из Далуич-Хилл. Подростком Говард, работал на заправочной станции. Лиолл Ховард умер в 1955 году, когда Джону было 16.
Ховард страдал нарушениями слуха в молодости, он остался с небольшим дефектом и продолжает носить слуховой аппарат. Это не ограничило его успеваемость в школе, он получил поощрение за отличную память и стал адвокатом.
Ховард учился в финансируемых государством начальной школе Эрлвуда и школе Кентербери, и это оставалось его пожизненным хобби. В свой последний год в школе он принимал участие в радиошоу, организованном Джеком Дэви на коммерческой радиостанции 2GB. Ховард женился на представительнице Либеральной партии Джанет Паркер в 1971, с которой он имел троих детей: Мелани (1974), Тим (1977) и Ричард(1980).

## Политическая карьера
Говард вступил в Либеральную партию Австралии в 1957 году. Он работал в штате Новый Южный Уэльс в качестве руководителя Молодых либералов Австралии (1962—1964). Ховард поддерживает участие Австралии в войне во Вьетнаме, хотя с тех пор говорит, есть «аспекты, которые могли бы обрабатываться и объяснены по-разному».
В австралийских федеральных выборах 1963 года, Ховард выступал в качестве руководителя предвыборной кампании для победы политика Тома Хьюза, который победил.
В 1967 году при поддержке со стороны партии, он был утверждён в качестве кандидата на местных выборах по избирательному округу Драммойн, проведенных ALP. Тем временем мать Говарда продала дом в Эрлвуде и сняла дом в Новом Южном Уэльсе, в пригороде. На выборах в феврале 1968 года, в ходе которых действующее либеральное правительство было возвращено к власти, Говарду не удалось победить несмотря на активную предвыборную кампанию. Говард и его мать впоследствии вернулись в Эрлвуд, в тот же дом на той же улице, где он вырос.
Во время австралийских федеральных выборов 1974 года, Говард стал членом парламента в Австралийской Палате представителей при премьер-министре Гофе Уитлэме под руководством лейбористского правительства. Говард поддержал Малькольма Фрейзера ведущего предвыборную кампанию против Билли Снеддена. Когда Фрейзер выиграл выборы в декабре 1975 года Ховард был назначен министром внутренних дел Австралии, на посту которого он работал до 1977 года. На данном этапе, он поддерживал в протекционистских целях позицию Фрейзера и Либеральную партию.

## Министр финансов (1977—1983)
В декабре 1977 года, в возрасте 38, Ховард был назначен министром финансов. За пять лет в должности, он стал сторонником свободной рыночной экономики, которая была в сложной экономической ортодоксии в течение большей части века. Он высказывался в пользу налоговой реформы, включая широкую основу налогообложения, свободной индустриальной системы в том числе демонтаж централизованного установления заработной платы, отмена обязательного профсоюзного движения.
В 1978 году правительство Фрейзера создало комиссию (комитет Кэмпбелла) по расследованию финансовой реформы. Импульс для совершения пришёл, не от Говарда, но из канцелярии премьер-министра и кабинета министров. Говард поддержал доклад Кэмпбелла, но принял поэтапный подход с другими членами кабинета, так как была широкая оппозиция дерегулирования ситуации в правительстве. Процесс реформ начал рассматриваться комитетом сообщил, 2 с половиной года спустя, с введением системы тендер по продаже нот казначейства в 1979 году, и бонов государственного казначейства в 1982 году. Ян Макфарлейн (управляющий Резервного банка Австралии, 1996—2006) описал эти реформы, как «вторую по важности реформу австралийского доллара в 1983 году». В 1981 году комитет предложил широкий косвенный налог с компенсационных сокращений, однако кабинет министров отклонил это сославшись на инфляционные и политические причины. После принятия рыночной экономики или «drys» часть либералов оспорила протекционистскую политику министр по делам занятости и трудовых отношений и министр промышленности и торговли Филлип Линч, они изменили свою лояльность к Говарду. После попытки руководства партии со стороны Эндрю Пикока, чтобы свергнуть Фрейзера, Говард был избран заместителем лидера Либеральной партии в апреле 1982 года. Его избрание в значительной степени зависит от поддержки «drys», а он стал лидером растущего лобби свободного рынка в партии.
Фрейзер боялся потерять контроль над заработной платой в 1982 году. Экономический кризис в начале 1980-х привели Ховарда в конфликт с консервативной позицией Фрейзера. Поскольку экономика подверглась худшей рецессии с 1930-х, кейнсианской Фрейзер подверг критике Говарда и состояние казны. Говард ушёл отставку в июле 1982 года. В 1982 году заработная плата выросла на 16 процентов по всей стране в результате инфляции; безработица была выражена двузначным числом и достигла 12,5 % (официально 21 %).
Правительство Фрейзера проиграло австралийские федеральные выборы 1983 года и к власти пришла Лейбористская партия во главе с Бобом Хоуком. На протяжении 1980-х годов Либеральная партия пришла к принятию политики свободного рынка, чему Фрейзер оказал сопротивление, а Говард поддерживал, а именно слабая защита национальной валюты, децентрализация заработной платы, финансовое дерегулирование, косвенные налоги, и отказ от антициклической фискальной политики привели к кризису.

## Годы в оппозиции (1983—1996)
После поражения на выборах правительства Фрейзера и последующего ухода Малколма Фрейзера из парламента, Говард пытался возглавить либералов, но уступил Эндрю Пикоку. Говард стал заместителем лидера партии, а Пикок возглавил Либеральную партию, которая проиграла Бобу Хоуку на выборах 1984 года. В 1985 году, позиции либералов по опросам общественного мнения улучшились, популярность Пикока начала падать, а авторитет Говарда вырос. Пикок сказал, что будет сотрудничать с Говардом, если он не будет бороться за лидерство в партии. После отказа Говарда на предложение Пикока, Пикок в сентябре 1985 года, заменил Говарда на Джона Мура. 5 сентября Либеральная партия восстановила Говарда в должности заместителя лидера партии (38 голосами против 31), после чего Пикок сразу же подал в отставку. На состоявшихся выборах лидера партии, Ховард победил Джима Карлтона (57 голосами против 6) и стал лидером оппозиции.

## Премьер-министр (1996—2007)

### Первый срок, 1996—1998 гг.
К тому времени, когда были изданы судебные приказы о выборах 1996 года, Коалиция намного опережала лейбористов в опросах общественного мнения более чем на год. Согласно большинству опросов общественного мнения, Ховард станет следующим премьер-министром.
При поддержке многих традиционно лейбористских избирателей, которых прозвали « боевиками Говарда », Ховард и Либерально-национальная коалиция пришли к власти благодаря 29-местному колебанию. Это было второе по величине поражение действующего правительства со времён Федерации. Коалиция поднялась на пять процентов, отняв 13 мест у лейбористов в Новом Южном Уэльсе и выиграв все места, кроме двух, в Квинсленде. Либералы фактически получили самостоятельное большинство с 75 местами, что является максимальным результатом, который партия когда-либо получала. Это был только третий раз (остальные были в 1975 и 1977 годах), когда основная нелейбористская партия даже теоретически была способна управлять в одиночку с момента образования Коалиции. Тем не менее Ховард сохранил граждан в своем правительстве.
Ховард вступил в должность с большинством в 45 мест — вторым по величине большинством в истории Австралии после большинства в 55 мест Фрейзера в 1975 году. В возрасте 56 лет он был приведён к присяге в качестве премьер-министра 11 марта 1996 года, положив конец рекорду. 13 лет коалиционной оппозиции. Ховард отошёл от традиции и сделал своей основной резиденцией дом Киррибилли в Сиднее, а не The Lodge в Канберре. В начале срока Ховард отстаивал новые существенные ограничения на владение оружием после резни в Порт-Артуре .в котором было расстреляно 35 человек. Достижение соглашения перед лицом огромной оппозиции внутри Коалиции и правительств некоторых штатов привело к значительному повышению статуса Ховарда на посту премьер-министра, несмотря на негативную реакцию основных сельских участников Коалиции.
Первоначальное молчание Ховарда в отношении взглядов Полины Хэнсон — неподдерживаемого кандидата от Либеральной партии, а затем независимого депутата от Брисбена — подверглось критике в прессе как подтверждение её взглядов. Когда Хэнсон сделал уничижительные заявления о меньшинствах, Ховард не только отменил её либеральную поддержку, но и заявил, что ей не разрешат сидеть в качестве либерала в случае избрания. Ховард отверг взгляды Хэнсон через семь месяцев после её первой речи.
После решения Верховного суда в 1996 году правительство Ховарда быстро приняло меры к законодательному ограничению его возможных последствий посредством так называемого Плана из десяти пунктов.
С 1997 года Ховард возглавил усилия Коалиции по введению налога на товары и услуги (GST) на последующих выборах. Перед тем, как стать премьер-министром, Ховард сказал, что считает поражение Коалиции в 1993 году отказом от GST, и в результате он «никогда» не станет частью политики Коалиции. Давнее убеждение Ховарда в том, что его пакет налоговой реформы «разорвал цепь» морального духа партии, укрепив его уверенность и направленность, которые, казалось, пошли на убыль в начале второго срока правительства. Выборы 1998 г. был назван «референдумом по налогу на товары и услуги», а налоговые изменения, включая налог на товары и услуги, были внесены во второй срок правительства после того, как с австралийскими демократами были согласованы поправки к законодательству, чтобы обеспечить его прохождение через Сенат.

## Награды
- Президентская медаль Свободы (США, январь 2009)[37]